# هواپیمایی یمن

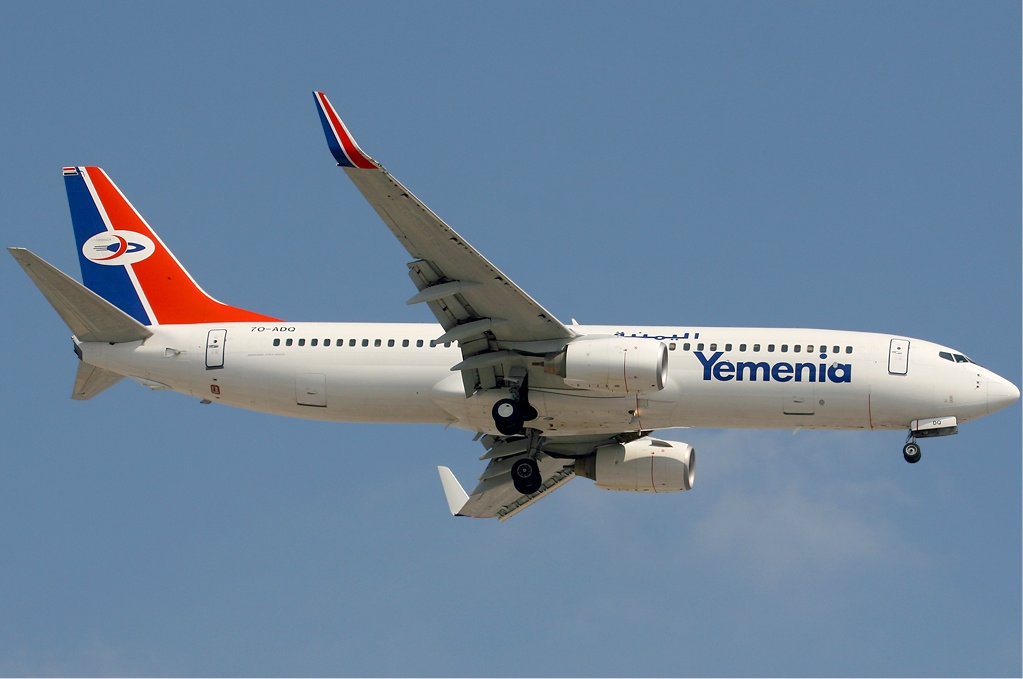
هواپیمای بوئینگ ۷۳۷ متعلق به یمنیه

هواپیمایی یمن، (به عربی: الخطوط الجوية اليمنية) شرکت هواپیمایی حامل پرچم یمن است، که در سال ۱۹۶۲ تأسیس شد و در حال حاضر روزانه به ۳۵ مقصد، در خاورمیانه، آفریقا و اروپا پروازهای مستقیم دارد.
دفتر مرکزی شرکت هواپیمایی یمن در شهر صنعا، یمن قرار دارد و فرودگاه بین‌المللی صنعا، قطب این شرکت هواپیمایی به‌شمار می‌آید. شرکت هواپیمایی یمن در حال حاضر در ناوگان هوایی خود، دارای ۱۳ فروند هواپیمای جت مسافربری می‌باشد.